# Samwe
Samwe är ett vattendrag i Burundi.   Det ligger i provinsen Ngozi, i den norra delen av landet, 90 kilometer nordost om huvudstaden Bujumbura.
Omgivningarna runt Samwe är en mosaik av jordbruksmark och naturlig växtlighet. Runt Samwe är det tätbefolkat, med 570 invånare per kvadratkilometer.